# Ганс-Йоахім Бранс
Ганс-Йоахім Бранс (нім. Hans-Joachim Brans; 21 серпня 1915, Гайдельберг — 17 березня 1944, Атлантичний океан) — німецький офіцер-підводник, капітан-лейтенант крігсмаріне.

## Біографія
1 квітня 1935 року вступив на флот. З 1939 року — льотчик-спостерігач берегової розвідувальної ескадрильї 1/506. В 1940/41 роках брав участь в авіанальотах на Бельгію, Нідерланди і Британію. Всього взяв участь у 95 бойових вильотах. В березні-вересні 1942 року добровільно пройшов курс підводника. У вересні-грудні 1942 року — додатковий вахтовий офіцер на підводному човні U-84. З грудня 1942 по січень 1943 року пройшов курс командира човна. В січні-лютому 1943 року — вахтовий офіцер на U-169. З 24 березня 1943 року — командир U-801, на якому здійснив 2 походи (разом 78 днів у морі). 17 березня 1944 року в Центральній Атлантиці західніше Кабо-Верде (16°42′ пн. ш. 30°28′ зх. д.) торпедами двох бомбардувальників «Евенджер» та одного «Вайлдкет» з ескортного авіаносця ВМС США «Блок Айленд» і глибинними бомбами та артилерійським вогнем ескадреного міноносця «Коррі» та ескортного міноносця «Бронштейн». 47 членів екіпажу були врятовані, 10 (включаючи Бранса) загинули.

## Звання
- Кандидат в офіцери (5 квітня 1935)
- Морський кадет (25 вересня 1935)
- Фенріх-цур-зее (1 квітня 1936)
- Оберфенріх-цур-зее (1 січня 1938)
- Лейтенант-цур-зее (1 квітня 1938)
- Оберлейтенант-цур-зее (1 жовтня 1939)
- Капітан-лейтенант (1 листопада 1942)

## Нагороди
- Нагрудний знак спостерігача
- Медаль «За вислугу років у Вермахті» 4-го класу (4 роки)
- Залізний хрест 2-го і 1-го класу (1940)
- Авіаційна планка бомбардувальника в золоті (1941)
- Почесний Кубок Люфтваффе (1941)
- Нагрудний знак підводника (9 січня 1944)